# Björn Beckman
Björn Johan Magnus Beckman, född 21 september 1938 i Johannebergs församling, Göteborgs och Bohus län, död 6 november 2019 i Stockholms Sofia distrikt, Stockholms län, var en svensk statsvetare, som var speciellt inriktad på Afrikafrågor. 

## Biografi
Björn Beckman var son till tidnings- och förlagsmannen Birger Beckman och dennes hustru Gunnel Beckman. Staffan Beckman var enäldre bror. Han växte upp i Stockholm, dit familjen flyttade i början av 1940-talet. 
Beckman studerade statskunskap vid Stockholms universitet och var vid denna tid politiskt engagerad i Folkpartiet och 1961–1962 ordförande i Sveriges liberala studentförbund. I denna funktion var han verksam i opnionsbildningen mt apartheid-regimen i Sydafrika och var en av grundarna av Svenska Sydafrika.kommittén.
Beckman avlade filosofie licentiatexamen 1967 med en avhandling om "indirekt styre" som brittisk kolonial ideologi. Han reste sedan med sin familj till Afrika, där han var verksam vid University of Ghana under åren 1967–1971. Han var sedan 1973 vid Uppsala universitet, där han 1976 disputerade med en avhandling om kakaobönder i Ghana och deras förhållande till statliga myndigheter och till den globala marknaden.  Han fick docentkompetens vid Stockhoks universitet  1978. Från detta år var han sedan anställd vid Ahmadu Bello University  i Nigeria, varifrån han 1987 återkom till Stockholms universitet . Han utnämndes professor i statsvetenskap där år 2000.
Björn Beckman lämnade ungdomens liberala övertygelse och antog i sin Afrika-forskning ett uttalat marxistiskt perspektiv.
Hans vetenskap kom därmed att ligga utanför den svenska statsvetenskapliga huvudfåran, vilket kan ha gjort honom mera känd i utlandet än i Sverige.

## Familj
Björn Beckman var från 1960 gift med kulturgeografen Gunilla Andræ (född 1930), som var hans samarbetspartner och medförfattare på flera vetenskapliga arbeten.. De fick två barn tillsammans. Björn Beckman är gravsatt i en minneslund på Skogskyrkogården i Stockholm.